# Microdytes akitai
Microdytes akitai är en skalbaggsart som beskrevs av Wewalka 1997. Microdytes akitai ingår i släktet Microdytes och familjen dykare. Inga underarter finns listade i Catalogue of Life.